# Anthrax brachialis
Anthrax brachialis är en tvåvingeart som först beskrevs av Thomson 1869.  Anthrax brachialis ingår i släktet Anthrax och familjen svävflugor. Inga underarter finns listade i Catalogue of Life.